# الفريسة الباردة 2 (فلم)
الفريسة الباردة 2 (بالنرويجية: Fritt Vilt II) (بالإنجليزية: Cold Prey 2) ويعرف أيضا بعنوان «الفريسة الباردة 2: إنعاش» (بالإنجليزية: Cold Prey 2: Resurrection) هو فيلم رعب تم إنتاجه في النرويج وصدر سنة 2008 بطولة إنغريد بولسو بردال وفريدتيوف سوهايم وهو الجزء الثاني من سلسلة أفلام الرعب «الفريسة الباردة».

## القصة
تستيقظ جانيك في المستشفى. وجميع أصدقائها قد ماتوا بينما تمشي في الممرات المظلمة، تعتقد أنها تُركت بمفردها. لكن الكابوس لم ينته بعد. تم العثور على جانكي تتجول، مصدومة، في الثلج في ستهوتين من قبل أولي الذي يأخذها إلى مستشفى أوتو سجوكهوس حيث تعمل صديقته الدكتورة كاميلا. تكشف جانيك عن مكان وجود جثث أصدقائها إيريك، مكايل وانغون والقاتل المريض النفسي لضباط الشرطة المتشككين. عندما يبحثون في الموقع، يعثرون على الجثث ويأخذونها إلى المشرحة في نفس المستشفى. الدكتور هيرمان يرتكب خطأ كبير جدا وينعش المريض النفسي.

## الميزانية والإيرادات
حقق الفيلم أرباح تقدر بـ 3,380,797 دولار.

## وصلات خارجية
- مقالات تستعمل روابط فنية بلا صلة مع ويكي بيانات

الفريسة الباردة 2 على IMDb
الفريسة الباردة 2 على Rotten Tomatos
الفريسة الباردة 2 على AllMovie